# Восточноанглийские диалекты английского языка

Местонахождение региона Восточная Англия в Англии

Восточноанглийские диалекты английского языка (англ. East Anglian English) — группа диалектов, на которых говорят в восточной Англии.
Восточноанглийские диалекты внесли значительный вклад в образование современного стандартного английского и в развитие американского английского. Для многих носителей восточноанглийских диалектов также был характерен мультилингвизм. Однако, восточноанглийские диалекты не очень активно освещались в СМИ, что привело к тому, что жителям других регионов Англии очень сложно отличить данную группу диалектов от других, более распространённых. Лингвист Университета Восточной Англии Питер Традгил является одним из носителей самого распространённого восточноанглийского диалекта — норфолкского диалекта английского языка. Он написал множество работ, описывающих языковые особенности как норфолкского диалекта, так и всех диалектов восточной Англии в целом.
Восточноанглийские диалекты включают в себя:
- Норфолкский диалект (Broad Norfolk)
- Суффолкский диалект